# Viadotto dell'Angitola
Il viadotto dell'Angitola è un lungo viadotto in calcestruzzo armato della ferrovia Tirrenica Meridionale che scavalca la vallata del fiume Angitola, nel territorio dei comuni di Francavilla Angitola e Pizzo Calabro. In seguito a petizione è stato ribattezzato viadotto San Francesco di Paola.
È costituito da 30 campate lunghe circa 35 metri ciascuna e raggiunge la lunghezza complessiva di 1 050 metri; il tratto è in costante ascesa e parte dalla quota di 15 metri rispetto al fondo valle, all'imbocco nord, elevandosi fino a 60 metri di altezza all'imbocco sud. 
Il viadotto è parte essenziale del nuovo tracciato a doppio binario, definito "direttissima", tra Lamezia Terme e Rosarno, della Tirrenica Meridionale; insiste tra le stazioni di Eccellente e Vibo Pizzo. La variante venne costruita negli anni settanta ad integrazione del vecchio itinerario lungo il Capo Vaticano passante per Vibo Valentia Marina, Pizzo Calabro, Tropea e Nicotera che a causa dell'orografia risultava difficilissimo da raddoppiare; quest'ultimo rimase utilizzato per il traffico regionale o a media distanza.